# Siktokkis
Siktokkis, nekašnji grad Ahousaht Indijanaca koji se nalazio na sjevernon rukavcu Clayoquot Sounda, na otoku Vancouver u kanadskoj provinciji Britanska Kolumbija, 
Grad je uništio admiral Denham u desetom mjesecu 1864, kao osvetu za pobijenu posadu trgovačke škune Kingfisher.